# Guerras de Cortina
Las Guerras de Cortina son el nombre genérico de la Primera Guerra de Cortina (1859-1860) y la Segunda Guerra de Cortina (1861), en las que las fuerzas rebeldes mexicanas dirigidas por el líder local Juan Nepomuceno Cortina enfrentan a las fuerzas militares de los Estados Unidos, a los Rangers Texanos y a la milicia local de Brownsville, Texas, y Matamoros, Tamaulipas, en la zona del Valle del Río Bravo.